# ボレアス (競走馬)
ボレアス（英：Boreas）は、日本中央競馬会 (JRA) に登録されていた競走馬。おもな勝ち鞍は2011年のレパードステークス。ディープインパクトの初年度産駒の一頭である。馬名の由来はボレアス（ギリシャ神話の北風の神）から。

## 経歴

### 2歳
2010年10月の京都競馬場のダートの2歳新馬戦で藤岡佑介を鞍上にデビュー。4番人気で2着に敗れ、次走も2着に敗れた。3戦目に京都競馬場の2歳未勝利戦で1番人気に応え、4馬身差で初勝利を挙げた。次走の樅の木賞では丸山元気に乗り換わり、直線で大外から一気に差し切りクビ差で勝利した。

### 3歳
初戦のヒヤシンスステークスでは藤岡佑介鞍上でメンバー最速の上がりを繰り出すも4着に敗れた。次走は芝の毎日杯で重賞初挑戦だったものの12着に敗退した。ダートに戻った東日本大震災被災地支援競走いぶき賞（例年の競走名は端午ステークス）では内田博幸鞍上でグレープブランデーの2着に敗れた。クレイグ・ウィリアムズを背にユニコーンステークスに出走するも先に抜け出したアイアムアクトレスを捉えきれず、グレープブランデーにも交わされ3着に敗れる。なおレース後に鼻出血を発症していることが判明した。次走で大井のジャパンダートダービーに鞍上に武豊を迎え出走したが、三度グレープブランデーの後塵を拝し、頭差の2着と惜敗した。その後レパードステークスに出走し1番人気に応え、2着に2馬身差をつけ重賞初勝利を挙げた。その後、10月10日のマイルチャンピオンシップ南部杯では中団追走も直線で伸びず11着に終わった。次走の浦和記念ではボランタスの3着と惜敗した。12月23日の名古屋グランプリでは中団でレースを進めたが、直線で伸びを欠き6着に終わった。

### 4歳〜7歳
初戦の名古屋大賞典はインの4番手でレースを進めるも直線伸びず4着。半年の休養明けとなった10月のペルセウスステークスは15着、11月のアンドロメダステークスは13着、12月のベテルギウスステークスは8着に敗れる。
5歳以降も惨敗が続き、2015年10月の障害未勝利戦を最後に現役を引退した。引退後は滋賀県甲賀市の甲賀ファームで乗馬となる。その後、石川県のヴィテン乗馬クラブ・クレイン金沢、三重県桑名市のクレイン東海でそれぞれ乗馬になっている。

## 競走成績
| 競走日     | 競馬場 | 競走名            | 格      | 距離（馬場）  | 頭数 | オッズ （人気） | 着順 | タイム （上り3F） | 着差 | 騎手           | 斤量 | 1着馬（2着馬）         |
| ---------- | ------ | ----------------- | ------- | ------------- | ---- | --------------- | ---- | ----------------- | ---- | -------------- | ---- | ---------------------- |
| 2010.10.17 | 京都   | 2歳新馬           |         | ダ1800m（良） | 12   | 006.1（04人）   | 02着 | 1:58.2 (36.7)     | -0.4 | 藤岡佑介       | 55kg | スクウェルチャー       |
| 0000.10.30 | 京都   | 2歳未勝利         |         | ダ1800m（良） | 16   | 004.1（03人）   | 02着 | 1:55.7 (39.0)     | -0.0 | 藤岡佑介       | 55kg | ギンザアキレス         |
| 0000.11.21 | 京都   | 2歳未勝利         |         | ダ1800m（良） | 16   | 002.3（01人）   | 01着 | 1:56.0 (37.7)     | -0.7 | 藤岡佑介       | 55kg | （インペリアルピサ）   |
| 0000.12.25 | 小倉   | 樅の木賞          | 500万下 | ダ1700m（稍） | 15   | 002.3（01人）   | 01着 | 1:46.3 (37.7)     | -0.1 | 丸山元気       | 55kg | （コスモイーチタイム） |
| 2011.02.19 | 東京   | ヒヤシンスS       | OP      | ダ1600m（稍） | 16   | 012.8（04人）   | 04着 | 1:38.6 (35.7)     | -0.4 | 藤岡佑介       | 56kg | ラヴィアンクレール     |
| 0000.03.27 | 阪神   | 毎日杯            | GIII    | 芝1800m（良） | 18   | 039.8（08人）   | 12着 | 1:48.6 (34.8)     | -1.5 | 藤岡佑介       | 56kg | レッドデイヴィス       |
| 0000.05.01 | 京都   | いぶき賞          | OP      | ダ1800m（稍） | 16   | 007.6（03人）   | 02着 | 1:51.7 (36.3)     | -0.0 | 内田博幸       | 56kg | グレープブランデー     |
| 0000.06.04 | 東京   | ユニコーンS       | GIII    | ダ1600m（良） | 18   | 005.4（02人）   | 03着 | 1:36.7 (36.9)     | -0.5 | C.ウィリアムズ | 56kg | アイアムアクトレス     |
| 0000.07.13 | 大井   | ジャパンDダービー | JpnI    | ダ2000m（良） | 15   | 007.7（04人）   | 02着 | 2:04.9 (37.0)     | -0.0 | 武豊           | 56kg | グレープブランデー     |
| 0000.08.21 | 新潟   | レパードS         | GIII    | ダ1800m（稍） | 15   | 002.9（01人）   | 01着 | 1:52.0 (36.7)     | -0.3 | 武豊           | 56kg | （タカオノボル）       |
| 0000.10.10 | 東京   | マイルCS南部杯    | JpnI    | ダ1600m（良） | 15   | 016.9（05人）   | 11着 | 1:37.8 (39.4)     | -3.0 | 武豊           | 55kg | トランセンド           |
| 0000.11.24 | 浦和   | 浦和記念          | JpnII   | ダ2000m（良） | 11   | 005.7（03人）   | 03着 | 2:08.8 (38.9)     | -0.2 | 武豊           | 54kg | ボランタス             |
| 0000.12.23 | 名古屋 | 名古屋グランプリ  | JpnII   | ダ2500m（良） | 10   | 002.4（02人）   | 06着 | 2:49.3 (41.0)     | -3.7 | 武豊           | 54kg | ニホンピロアワーズ     |
| 2012.03.22 | 名古屋 | 名古屋大賞典      | JpnIII  | ダ1900m（稍） | 11   | 004.8（03人）   | 04着 | 2:04.0 (39.3)     | -2.6 | 武豊           | 55kg | ニホンピロアワーズ     |
| 0000.10.08 | 東京   | ペルセウスS       | OP      | ダ1400m（良） | 16   | 033.3（08人）   | 15着 | 1:26.0 (37.6)     | -2.5 | 丸山元気       | 55kg | ガンジス               |
| 0000.11.11 | 京都   | アンドロメダS     | OP      | 芝2000m（重） | 14   | 047.8（08人）   | 13着 | 2:03.6 (36.8)     | -1.9 | 川田将雅       | 56kg | ダノンバラード         |
| 0000.12.16 | 阪神   | ベテルギウスS     | OP      | ダ2000m（稍） | 13   | 012.1（04人）   | 08着 | 2:04.8 (37.9)     | -1.7 | 酒井学         | 55kg | ハートビートソング     |
| 2013.02.09 | 京都   | アルデバランS     | OP      | ダ1900m（稍） | 16   | 025.3（08人）   | 12着 | 1:58.6 (38.0)     | -0.8 | 川田将雅       | 56kg | メテオロロジスト       |
| 0000.06.23 | 函館   | 大沼S             | OP      | ダ1700m（良） | 13   | 053.8（09人）   | 07着 | 1:45.0 (36.4)     | -0.7 | 川須栄彦       | 55kg | マカニビスティー       |
| 0000.07.27 | 新潟   | BSN賞             | OP      | ダ1800m（稍） | 15   | 020.1（08人）   | 04着 | 1:51.9 (37.7)     | -0.6 | 田辺裕信       | 55kg | トウショウフリーク     |
| 0000.08.11 | 小倉   | 阿蘇S             | OP      | ダ1700m（良） | 16   | 022.8（08人）   | 03着 | 1:44.4 (36.6)     | -0.0 | 武幸四郎       | 55kg | ゴールスキー           |
| 0000.10.06 | 東京   | 毎日王冠          | GII     | 芝1800m（良） | 11   | 220.1（11人）   | 11着 | 1:48.0 (33.9)     | -1.3 | 蛯名正義       | 56kg | エイシンフラッシュ     |
| 0000.12.23 | 中山   | フェアウェルS     | OP      | ダ1800m（稍） | 16   | 026.7（10人）   | 11着 | 1:52.3 (37.8)     | -1.4 | 吉田隼人       | 55kg | ジェベルムーサ         |
| 2014.02.15 | 京都   | アルデバランS     | OP      | ダ1900m（不） | 16   | 122.1（13人）   | 10着 | 1:58.3 (39.7)     | -2.3 | 鮫島良太       | 55kg | エーシンゴールド       |
| 0000.05.17 | 京都   | 都大路S           | OP      | 芝1800m（良） | 18   | 278.9（17人）   | 12着 | 1:45.7 (34.0)     | -1.8 | 鮫島良太       | 55kg | グランデッツァ         |
| 0000.06.14 | 東京   | アハルテケS       | OP      | ダ1600m（稍） | 14   | 143.5（11人）   | 11着 | 1:36.1 (36.8)     | -1.5 | 柴田善臣       | 54kg | エアハリファ           |
| 0000.06.21 | 阪神   | 天保山S           | OP      | ダ1400m（良） | 12   | 061.5（09人）   | 08着 | 1:24.3 (35.9)     | -0.9 | 川田将雅       | 56kg | エーシンビートロン     |
| 0000.08.10 | 小倉   | 小倉記念          | GIII    | 芝2000m（稍） | 14   | 140.1（12人）   | 10着 | 2:01.6 (36.5)     | -1.8 | 国分恭介       | 53kg | サトノノブレス         |
| 0000.08.17 | 小倉   | 阿蘇S             | OP      | ダ1700m（稍） | 15   | 057.1（12人）   | 08着 | 1:43.6 (36.0)     | -0.6 | 川須栄彦       | 53kg | メイショウコロンボ     |
| 0000.09.20 | 新潟   | ラジオ日本賞      | OP      | ダ1800m（良） | 12   | 064.1（08人）   | 08着 | 1:52.5 (36.9)     | -1.3 | 丸山元気       | 56kg | インカンテーション     |
| 2015.10.12 | 京都   | 障害3歳上未勝利   |         | ダ2910m（良） | 11   | 003.4（02人）   | 05着 | 3:17.6 (13.6)     | -1.0 | 平沢健治       | 60kg | ダイワデッセー         |

## 血統表
| ボレアスの血統（サンデーサイレンス系 / 5代インブリード Northern Dancer5×5×5=9.38%） | ボレアスの血統（サンデーサイレンス系 / 5代インブリード Northern Dancer5×5×5=9.38%） | ボレアスの血統（サンデーサイレンス系 / 5代インブリード Northern Dancer5×5×5=9.38%） | （血統表の出典）      | （血統表の出典） |
| 父 ディープインパクト 2002 鹿毛 北海道早来町                                        | 父の父*サンデーサイレンス Sunday Silence 1986 青鹿毛 アメリカ                       | Halo                                                                                | Hail to Reason        | Hail to Reason   |
| 父 ディープインパクト 2002 鹿毛 北海道早来町                                        | 父の父*サンデーサイレンス Sunday Silence 1986 青鹿毛 アメリカ                       | Halo                                                                                | Cosmah                |                  |
| 父 ディープインパクト 2002 鹿毛 北海道早来町                                        | 父の父*サンデーサイレンス Sunday Silence 1986 青鹿毛 アメリカ                       | Wishing Well                                                                        | Understanding         | Understanding    |
| 父 ディープインパクト 2002 鹿毛 北海道早来町                                        | 父の父*サンデーサイレンス Sunday Silence 1986 青鹿毛 アメリカ                       | Wishing Well                                                                        | Mountain Flower       |                  |
| 父 ディープインパクト 2002 鹿毛 北海道早来町                                        | 父の母*ウインドインハーヘア Wind in Her Hair 1991 鹿毛 アイルランド                 | Alzao                                                                               | Lyphard               | Lyphard          |
| 父 ディープインパクト 2002 鹿毛 北海道早来町                                        | 父の母*ウインドインハーヘア Wind in Her Hair 1991 鹿毛 アイルランド                 | Alzao                                                                               | Lady Rebecca          |                  |
| 父 ディープインパクト 2002 鹿毛 北海道早来町                                        | 父の母*ウインドインハーヘア Wind in Her Hair 1991 鹿毛 アイルランド                 | Burghclere                                                                          | Burghclere            | Burghclere       |
| 父 ディープインパクト 2002 鹿毛 北海道早来町                                        | 父の母*ウインドインハーヘア Wind in Her Hair 1991 鹿毛 アイルランド                 | Burghclere                                                                          | Highclere             |                  |
| 母 クロウキャニオン 2002 栗毛 北海道門別町                                          | 母の父*フレンチデピュティ French Deputy 1992 栗毛 アメリカ                          | Deputy Minister                                                                     | Vice Regent           | Vice Regent      |
| 母 クロウキャニオン 2002 栗毛 北海道門別町                                          | 母の父*フレンチデピュティ French Deputy 1992 栗毛 アメリカ                          | Deputy Minister                                                                     | Mint Copy             |                  |
| 母 クロウキャニオン 2002 栗毛 北海道門別町                                          | 母の父*フレンチデピュティ French Deputy 1992 栗毛 アメリカ                          | Mitterand                                                                           | Hold Your Peace       | Hold Your Peace  |
| 母 クロウキャニオン 2002 栗毛 北海道門別町                                          | 母の父*フレンチデピュティ French Deputy 1992 栗毛 アメリカ                          | Mitterand                                                                           | Laredo Lass           |                  |
| 母 クロウキャニオン 2002 栗毛 北海道門別町                                          | 母の母*クロカミ 1993 青鹿毛 アイルランド                                            | Caerleon                                                                            | Nijinsky II           | Nijinsky II      |
| 母 クロウキャニオン 2002 栗毛 北海道門別町                                          | 母の母*クロカミ 1993 青鹿毛 アイルランド                                            | Caerleon                                                                            | Foreseer              |                  |
| 母 クロウキャニオン 2002 栗毛 北海道門別町                                          | 母の母*クロカミ 1993 青鹿毛 アイルランド                                            | *ミルド Milde                                                                       | Desert Wine           | Desert Wine      |
| 母 クロウキャニオン 2002 栗毛 北海道門別町                                          | 母の母*クロカミ 1993 青鹿毛 アイルランド                                            | *ミルド Milde                                                                       | Margie Belle F-No.4-n |                  |

- 母クロウキャニオンは1勝。兵庫ジュニアグランプリ3着。
- 全弟に弥生賞優勝馬カミノタサハラと日経新春杯、鳴尾記念、京都記念優勝馬ヨーホーレイクがいる。
- 祖母に京王杯オータムハンデキャップ、府中牝馬ステークスを制したクロカミがいる。祖母の姉の仔に東海ステークスやブリーダーズゴールドカップ勝ちのハードクリスタルがいる。